# Frank van Kempen
Frank van Kempen (Sevenum, 6 januari 1972) is een Nederlandse voetbaltrainer.

## Trainerscarrière
Van Kempen heeft bij diverse clubs gewerkt, waaronder PSV, VVV-Venlo en Sparta onder 19. 
In zijn tijd bij PSV heeft Frank diverse functies gehad. Zo is hij onder andere hoofdcoach geweest van de A1 en van Jong PSV. Jaren later keerde hij terug bij PSV om als videoanalist te fungeren in de staf van Fred Rutten. 
Na een jaar FC Eindhoven maakte Van Kempen de overstap naar Roda JC. Daar fungeerde hij enkele jaren als Hoofd Jeugdopleiding, alvorens hij vertrok naar Helmond Sport. In die jaren was het assistent trainer van Jurgen Streppel en hoofdtrainer van het beloftenteam. 
Na een 1-jarig dienstverband bij PSV maakte Van Kempen de overstap naar VVV-Venlo als assistent trainer van het eerste elftal. In zijn eerste seizoen onder leiding van hoofdtrainer Ton Lokhoff, het jaar daarna in samenwerking met Rene Trost. Daarnaast was hij hoofdtrainer van Jong VVV/Helmond Sport, een combinatieteam van beide clubs. 
Daarna volgde een dienstverband bij de KNVB. Daar is Van Kempen actief geweest als assistent trainer en analist bij verschillende jeugdselecties . Daarnaast was Van Kempen actief als coördinator scouting.
In seizoen 2016 volgde een uitdaging in Rotterdam bij Sparta. Eerst bij de O19  en het jaar daarna bij Jong Sparta . Dat seizoen speelde Jong Sparta in de Tweede Divisie.
In het seizoen 2018/19 werkte hij als hoofdtrainer van Jong NAC. Eerst als assistent van Mitchel van der Gaag, daarna als assistent van Ruud Brood die de functie van Van der Gaag overnam.
Op 1 juli 2019 keerde Van Kempen terug als assistent-trainer bij Helmond Sport. In de zomer van 2022 keerde hij terug naar VVV om daar assistent te worden van de nieuw aangestelde hoofdcoach Rick Kruys. Van Kempen tekende er een contract voor twee jaar. In maart 2024 besloot de Venlose club zijn aflopende contract niet te verlengen om financiële redenen.
In juli 2025 heeft Van Kempen zijn contract getekend als hoofdcoach van Indonesië O20. Dat combineert hij met de functie van assistent trainer Indonesië O23 waarvoor Frank vanaf begin 2025 actief is.